# Laurent Fombertasse
Laurent Fombertasse (Évron, 26 de enero de 1968) es un deportista francés que compitió en halterofilia.
Ganó una medalla de bronce en el Campeonato Europeo de Halterofilia de 1990, en la categoría de 56 kg. Participó en dos Juegos Olímpicos de Verano, en los años 1988 y 1992, ocupando el cuarto lugar en Barcelona 1992, en la misma categoría.

## Palmarés internacional
| Campeonato Europeo | Campeonato Europeo | Campeonato Europeo | Campeonato Europeo |
| Año                | Lugar              | Medalla            | Categoría          |
| ------------------ | ------------------ | ------------------ | ------------------ |
| 1990               | Ålborg (Dinamarca) | Medalla de bronce  | 56 kg              |